# إلوود غودفري
إلوود غودفري (بالإنجليزية: Ellwood Godfrey)‏ هو لاعب هوكي الحقل أمريكي، ولد في 17 يوليو 1910 في مقاطعة مونتغومري في الولايات المتحدة، وتوفي في 10 يونيو 1990 في فلوريدا في الولايات المتحدة.

## وصلات خارجية
- إلوود غودفري على موقع أوليمبيديا (الإنجليزية)